# Новый мерин
«Новый Мерин» — сингл российского хип-хоп-исполнителя Моргенштерна, выпущенный 30 августа 2019 года на лейбле Sony Music. Этот сингл Моргенштерн посвятил покупке нового автомобиля Mercedes-Benz. «Новый мерин» был спродюсирован и написан Моргенштерном.

## История
За полгода до выхода сингла, в свой день рождения, Моргенштерн заявил, что уходит с YouTube и собирается найти себе новое занятие, что он выпустил «Последний клип» и отправился в концертный тур.
За несколько часов после выпуска клип «Новый мерин» возглавил раздел «В тренде» на Youtube.
По словам рэпера, «Новый мерин» принёс ему около трёх миллионов рублей спустя полгода после публикации.
10 октября 2019 года Клава Кока сделала кавер на «Новый мерин».

## Видеоклип
Релиз видеоклипа на трек состоялся 30 августа 2019 года на официальном YouTube-канале Моргенштерна, в день релиза сингла. Видеоклип был спродюсирован Моргенштерном.

## Чарты
| Чарт (2019—2020)   | Высшая позиция |
| ------------------ | -------------- |
| Латвия (Spotify)   | 75             |
| Россия (ВКонтакте) | 6              |
| Эстония (Spotify)  | 191            |